# Reli Hrvatska 2024.
Reli Hrvatska 2024. (eng. Croatia Rally 2024.) moto je utrka za reli automobile koja se održala tijekom četiri dana od 18. do 21. travnja 2024. To je bilo četrdeset osmo održavanje natjecanja Relija Hrvatska te četvrta utrka Svjetskog prvenstva u reliju 2024., Svjetskog prvenstva u reliju-2 i Svjetskog prvenstva u reliju-3. Događaj je ujedno bio i druga runda Svjetskog juniorskog prvenstva u reliju 2024.
Elfyn Evans i Scott Martin bili su branitelji pobjednika relija 2023. Njihov tim, Toyota Gazoo Racing WRT, bio je branitelj pobjednika od strane proizvođača. Yohan Rossel i Valentin Sarreaud bili su branitelji pobjednika relija u kategoriji WRC-2. Eamonn Kelly i Conor Mohan bili su branitelji pobjednika relija u kategoriji WRC-3 i juniorskom prvenstvu.
Pobijedio je Francuz Sébastien Ogier u Toyoti GR Yaris Rally1 s vremenom 2:40:23.6 ispred Velšanina Elfyna Evansa u istoj marki automobila s vremenom 2:40:33.3, a treći je bio Thierry Neuville iz Belgije u vozilu Hyundai i20 N Rally1 s vremenom 2:41:09.4.

## Natjecatelji
| Br.                                  | Vozač             | Suvozač                    | Automobil              |
| ------------------------------------ | ----------------- | -------------------------- | ---------------------- |
| Svjetsko prvenstvo u reliju (Rally1) |                   |                            |                        |
| 8                                    | Ott Tänak         | Martin Järveoja            | Hyundai i20 N Rally1   |
| 9                                    | Andreas Mikkelsen | Torstein Eriksen           | Hyundai i20 N Rally1   |
| 11                                   | Thierry Neuville  | Martijn Wydaeghe           | Hyundai i20 N Rally1   |
| 13                                   | Grégoire Munster  | Louis Louka                | Ford Puma Rally1       |
| 16                                   | Adrien Fourmaux   | Alexandre Coria            | Ford Puma Rally1       |
| 17                                   | Sébastien Ogier   | Vincent Landais            | Toyota GR Yaris Rally1 |
| 18                                   | Takamoto Katsuta  | Aaron Johnston             | Toyota GR Yaris Rally1 |
| 33                                   | Elfyn Evans       | Scott Martin               | Toyota GR Yaris Rally1 |
| Svjetsko prvenstvo u reliju (Rally2) |                   |                            |                        |
| 20                                   | Yohan Rossel      | Arnaud Dunand              | Citroën C3 Rally2      |
| 21                                   | Sami Pajari       | Enni Mälkönen              | Toyota GR Yaris Rally2 |
| 22                                   | Pepe López        | David Vázquez Liste        | Škoda Fabia RS Rally2  |
| 23                                   | Nikolay Gryazin   | FIA Konstantin Aleksandrov | Citroën C3 Rally2      |
| 24                                   | Georg Linnamäe    | James Morgan               | Toyota GR Yaris Rally2 |
| 25                                   | Nicolas Ciamin    | Yannick Roche              | Hyundai i20 N Rally2   |
| 26                                   | Lauri Joona       | Janni Hussi                | Škoda Fabia RS Rally2  |
| 27                                   | Emil Lindholm     | Reeta Hämäläinen           | Hyundai i20 N Rally2   |